# Сенат
Сена́т (лат. senatus — «рада старійшин») — у Стародавньому Римі найвища державна рада; у ряді держав один з найвищих державних органів; у багатьох державах одна з законодавчих палат парламенту, судова колегія при вищих судах, або найвищий суд (наприклад, Державний Сенат в Україні за гетьманату П. Скоропадського); також колегіальний орган управління у деяких вищих навчальних закладах.

## Стародавній Рим
Сена́т (лат. senatus, від senex — «старий», букв. «рада старійшин») — один з найвищих державних органів в Стародавньому Римі.
Виник з ради старійшин патриціанських родів наприкінці царської епохи (біля VI століття до н. е.);
Зі встановленням республіки сенат, разом з магістратами і народними зібраннями (коміціями) став істотним елементом суспільного життя. До складу сенату довічно входили колишні магістрати — таким чином, тут концентрувалися політичні сили і державний досвід Риму.
Члени сенату ділилися на ранги відповідно до раніше займаних посад (консули,претори,еділи, трибуни,квестори). Під час дискусій сенатори отримували право голосу відповідно до цих рангів. На чолі сенату стояв найбільш заслужений, перший з сенаторів — принцепс (princeps senatus).
У період республіки в ході станової боротьби плебеїв з патриціями (V—III вв. до н. е.) влада сенату була дещо обмежена на користь коміцій (народних зібрань).
У III—I вв. до н. е. сенат заздалегідь розглядав законопроєкти, що пропонувалися для голосування в коміціях, йому належало вище керівництво військовими справами, зовнішньою політикою, фінансами і державним майном, нагляд за релігійними культами, право оголошувати надзвичайне становище і т. д. Сенат затверджував закони і результати виборів, контролював діяльність магістратів. Таким чином, сенат фактично здійснював керівництво державою.
Ухвали сенату (s. з., senatus consulta) мали силу закону, так само як і ухвали народного зібрання і зборів плебеїв — плебісциту.
За словами Полібія (тобто з погляду римлян) рішення в Карфагені приймалися народом (плебеїосом), а в Римі — найкращими людьми, тобто Сенатом. І це притому, що на думку багатьох істориків Карфагеном правила Олігархія.
В період Імперії влада Сенату все більш обмежувалася, зосереджуючись в руках імператора, хоча формально Сенат продовжував вважатися одним з вищих державних органів. Насправді, Сенат перетворився на збори представників знатних сімей/родів, що не мали великого політичного впливу. Ухвали Сенату зберегли силу законів, але приймалися зазвичай за ініціативою імператора. Починаючи з Октавіана Августа, фактичний імператор Риму носив титул «принцепс» — тобто «перший з сенаторів».
Число сенаторів неодноразово змінювалось:
- спочатку — 100
- за часів ранньої республіки (до 88 до н. е.) — 300
- з часів Сулли — 600
- при Цезарі — 900
- з часів Августа — знову 600
- у період пізньої античності (домінату) — 2000.

Спочатку в Сенат входили тільки члени споконвічних римських родів(патриції), але з I століття до н. е. це право отримали і італіки, а за часів Імперії — навіть знатні провінціали.
З 313 до н. е. в члени сенату приймали цензора — він складав список з осіб, що займали магістри, за певним майновим цензом (наприклад, при Августі (I століття н. е.) — 1 млн. сестерцій). За часів імперії це стало прерогативою імператора.
При Діоклетіані (кінець III століття) сенат був перетворений на міську раду Риму, при Костянтині (IV століття) був започаткований сенат в Константинополі — «другому Римі», що був урівняний в правах з сенатом Риму.

## Королівство Польське, Річ Посполита
Сенат у Польщі витворився протягом часу з королівської ради і оформився у першій половині 16 ст. як частина сейму поряд палати послів. По Люблінській унії 1569 року Королівства Польського з Великим Князівством Литовським (у Великому Князівстві Литовському сенату не було, але була Пани-Рада). Сенат, як і сейм, був спільний для всієї Речі Посполитої. До нього входили духовні (примас, архієпископи, єпископи — лише римо-католики) та світські (міністри, воєводи, каштеляни) достойники — разом 150 сенаторів. Сенат мав свої ради окремо від послів, до його компетенцій належало схвалення постанов посольської палати (поступово це стало звичайною формальністю). До сенату не допускали ні православних, ні греко-католицьких єпископів (за конституцією 3 травня 1791 до сенату мав увійти унійний митрополит).

## Російська імперія
У Російській імперії сенат був одним з найвищих державних органів, функції і компетенції якого впродовж 200 років мінялися. Створений Петром І у 1711 році, замість Боярської думи, сенат був головним знаряддям його реформ. Деякий час сенат був найвищим органом Російської імперії з адміністративними, судовими і контрольними компетенціями. Йому були підпорядковані колегії і органи місцевого управління, репрезентовані губернаторами. За Катерини II компетенції сенату було обмежено, зокрема на чолі урядів губерній було поставлено генерал-губернаторів, підпорядкованих безпосередньо імператриці. По створенні Держної Ради у 1810 році сенат став головним чином найвищою судовою інстанцією; в кінці 19 століття він здобув також право інтерпретувати закони. Сенат ліквідований декретом радянської влади 22 листопада (5 грудня) 1917.

## Східна Європа
Сенати існували у 1920 — 30-их pp. у Польщі, Румунії та Чехословаччині як вищі палати парламенту. У Польщі до компетенцій сенату належало затвердження проєктів законів, схвалених сеймом. У разі, коли сейм приймав їх кваліфікованою більшістю вдруге, закон входив у силу. Сенаторів обирали через загальні вибори. За конституцією 1935 компетенції сенату Польщі дещо збільшено; члени сенату відтоді частково обиралися, коли другу частину призначав президент держави.
У Чехословаччині, за конституцією 1920, сенат мав подібне становище, як у Польщі 1920-их років члени сенату обиралися загальними виборами. У Румунії сенатори частково вибиралися громадою і частково призначалися королем. У сенатах цих країн брали участь представники української меншості, але далеко не пропорційно до її числа.

## США
- Сенат США

## Японія
- Сенат Японії